# Szabó G. Zoltán
Szabó G. Zoltán (Győr, 1943. április 9. – 2018. október 27.)  irodalomtörténész, kritikus.

## Életpályája
Szülővárosában érettségizett a Révai Miklós Gimnáziumban, majd – még az egyetem előtt – a város Kisfaludy Károlyról elnevezett megyei könyvtárában kezdett dolgozni (1960–1962), ahol különleges programot vezetett: kis falvakba telepített kisebb letéti könyvtárakat. 1963 és 1968 között elvégezte az ELTE magyar nyelv és irodalom, valamint könyvtár szakát; szakdolgozatát könyvtártudományból írta, címe: Tudományos könyvtárak korszerű tájékoztató szolgálata. 1966-tól az Eötvös József Kollégium tagjaként francia nyelvet is tanult. 
Végzés után előbb egy évig az Országos Mezőgazdasági Könyvtárban dolgozott, majd a Középiskolai Fiúdiákotthonban volt nevelőtanár, 1972 és 1984 között pedig a Nemzetközi Előkészítő Intézet könyvtárvezetője lett, majd midőn teljességgel újjászervezte a könyvtárat, kinevezték tanárrá. Hosszú éveken keresztül rendszeresen dolgozott a legkülönbözőbb könyvtártudományi szaklapoknak is. 1975-ben az ELTE-n még egy posztgraduális nyelvészeti tanfolyamot is elvégzett. Az idegen nyelvek közül a francián kívül tudott még németül, angolul, oroszul, horvátul, latinul, és belekóstolt az ógörögbe is. 
Anyaintézete az 1974–75-ös tanévben kiküldte Vietnámba, ahol is a Hanoi Idegennyelvű Egyetem magyar lektori állását töltötte be; munkájáért a következő évben Vietnám a barátsági emlékéremmel tüntette ki. Majd 1980-ban három hónapig a Kairói Egyetem magyar tanszékén dolgozott mint lektor, az 1980-as évek első felében pedig a Zágrábi Egyetemen tanított magyar nyelvet és irodalmat. Közben tudománnyal is foglalkozott: az ekkor gyűjtött anyagból publikálta később tanulmányát a reformkori horvát sajtó Petőfi-képéről. 1984-ben került az Irodalomtudományi Intézetbe tudományos munkatársként; ettől kezdve csak másodállásban oktatott – a Semmelweis Orvostudományi Egyetemen – magyar nyelvet külföldieknek.

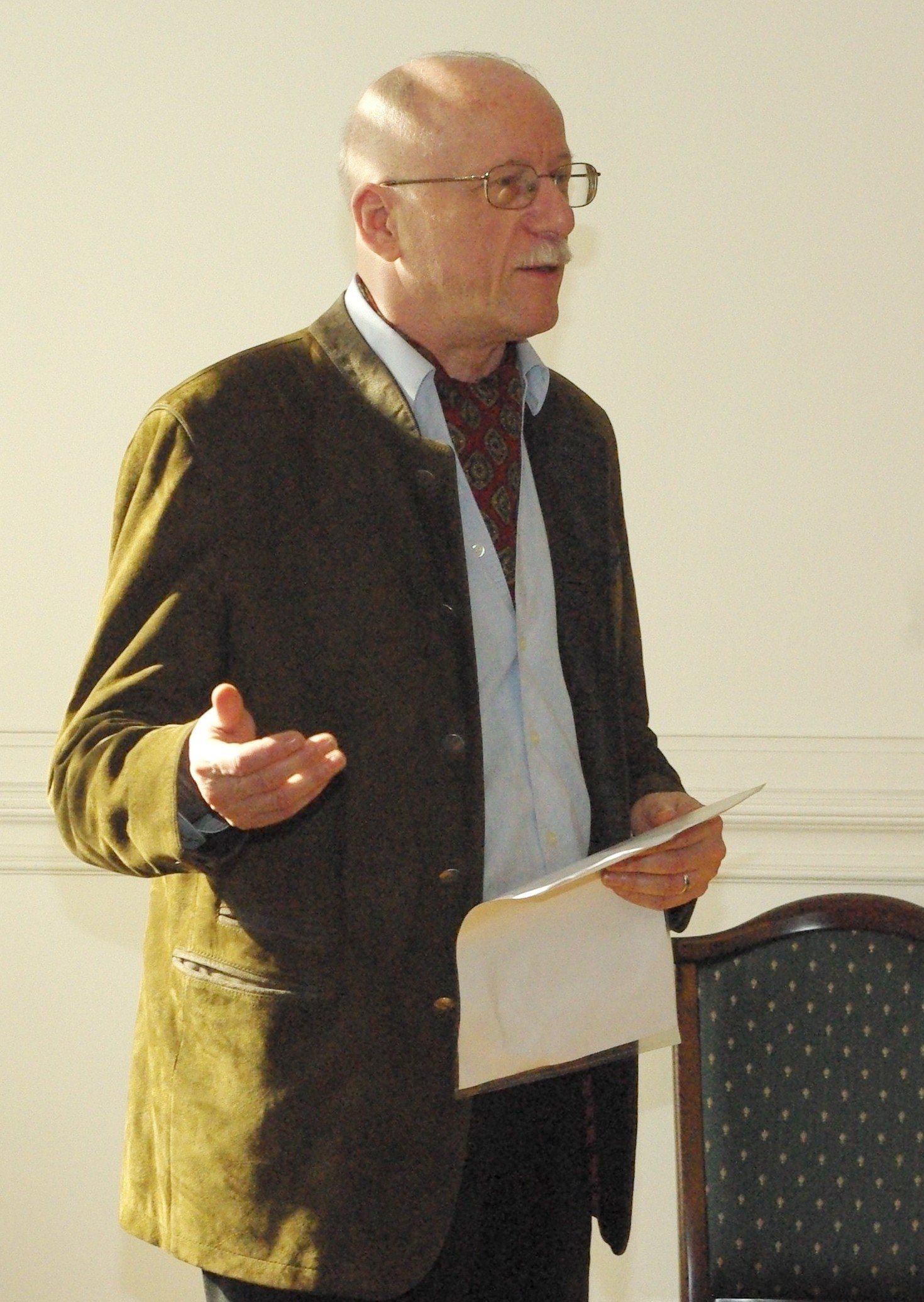
A Tarnai Andor-díj átadásán (Csörsz Rumen István felvétele)

Első nagyszabású intézeti feladata a Sőtér István főszerkesztésében készülő komparatisztikai kézikönyv, A magyar irodalom a világirodalom folyamatában harmadik kötetének (1820–1870) szerkesztése volt, Lukácsy Sándorral és Szörényi Lászlóval együtt. Ebbe a kötetbe olyan szerzők írtak különböző fejezeteket, mint például Bényei Miklós, Ferenczi László, Gergely András, Horváth Károly, Sőtér István, Szegedy-Maszák Mihály és Széles Klára. Ez a munka az 1985-ös év végéig el is készült, azonban sosem jelent meg. Szintén 1984-ben egy küldöttség tagjaként Belgrádban tárgyalt a Szerb Tudományos Akadémiával a két intézmény együttműködéséről.  
1986-tól 1991-ig az Irodalomtörténeti Közlemények szerkesztőbizottsági tagja volt, ő volt felelős a Szemle rovatért. Emellett ezekben az években betöltötte az Intézeti Közalkalmazotti Tanács elnökségének feladatkörét is. Kölcseyvel kapcsolatos első munkája a fentebb említett komparatista kézikönyvbe írott fejezet volt. Emellett a Kiss József és Martinkó András főszerkesztésében készülő második Petőfi kritikai kiadás II. és III. kötetének munkálataiban is részt vett (1983, 1997). Ez utóbbihoz kapcsolódva kapta meg következő nagy kutatási területül a márciusi ifjak irodalmi tevékenységének feldolgozását, különösen sokat tudott és még publikált is Vasvári Pál kéziratos hagyatékáról. Kutatásai közben 1987-ben Párizsban is bukkant ismeretlen levéltári adatokra a márciusi ifjakkal kapcsolatban. 
Az Akadémia Nyelvtudományi Intézetével való közös munkaterv alapján őrá bízták 1986-ban a készülő magyar nagyszótár 19. századi kötetéhez készülő gyűjtés főszerkesztését is. Emellett elsajátította az intézet által szervezett tanfolyamokon az új textológiai feladatok megoldásához nélkülözhetetlen számítógépes programok ismeretét. Reformkori kutatásait támogatta az Intézet, és így nem csupán az 1986-os bécsi nemzetközi hungarológiai konferencián tudott részt venni és nagy sikerű előadást tartani, hanem például az 1992-ben a kolozsvári egyetem által rendezett és a magyar irodalom egyetemes értékeinek szentelt konferencián is, ahol elnöki feladatot vállalt, továbbá levéltári kutatásokat is folytatott Erdélyben, először Kolozsvárott 1994-ben. Levéltári anyagokat gyűjtött továbbá Pozsonyban, Turócszentmártonban és Kassán is (először 1993-ban). Immár az Intézet tagjaként küldték ki tanárnak Dél-Koreába, a szöuli Hankuk Idegen Nyelvű Egyetem Közép-Kelet-Európai Intézetének magyar tanszékére (1990–1994). Magyar nyelvet és irodalmat tanított, kétkötetes angol nyelvű magyar nyelvkönyvét a koreai hungarológiai oktatásban ma is használják.  
Hazatérése után megbízták a régóta tervezett Kölcsey kritikai kiadás munkálatainak társ-főszerkesztőségével – Dávidházi Péterrel együtt –, majd két év múlva a sorozat főszerkesztésével. Ő maga vállalkozott a Versek és versfordítások 1200 lapnyi kötetének (2001) és a Levelezés köteteinek sajtó alá rendezésére, ezek meg is jelentek (2005–2017, összesen 4249 lap); továbbá irányította azon kollégák munkáját, akik a sorozat többi kötetét rendezték sajtó alá.  Más könyvei is kapcsolódnak a Kölcsey kritikai kiadáshoz. Első helyen említendő A kézirattól a kiadásig (Kölcsey Ferenc verseinek szöveghagyománya) című munkája (1999), amelyet kandidátusi értekezése alapján dolgozott ki, és amelyben tisztázta az eljövendő kritikai kiadás textológiai alapelveit. Azután ideszámítható  a Kölcsey könyvtáráról szóló könyve (Kölcsey Ferenc könyvtára és olvasmányai, 2010), valamint a Matúra sorozatba készült kommentáros Kölcsey-válogatás (1997), az Osiris Kiadó számára készített Kölcsey-kötet (Összes költeményei, Nemzeti hagyományok, Parainesis, 2008), továbbá az OSZK és az Argumentum kiadásában megjelent A magyar Himnusz képes albuma című kiadványba írott nagy keletkezéstörténeti és értelmezési tanulmány. Kölcsey-kutatásait igazából azonban a Magyarok Emlékezete című sorozatban megjelent, minden szempontból újszerű és hézagpótló Kölcsey-életrajza koronázza meg (Kölcsey Ferenc, Pozsony, Kalligram, 2011). 
Sok tanulmányt, szentelt Vörösmartynak, Petőfinek vagy más reformkori íróknak. Különösen vonzódott a humoros műfajokhoz is, amit tanúsít a – nagyrészt reformkori – nyelvkönyvekből készített válogatása, a Ne sajnálja a száját kinyitni – Társadalmi szokások a nyelvkönyvek tükrében (Magvető, 1978), amelyhez maga Örkény István írt előszót. Tömör, metszően ironikus könyvkritikákat is jelentősek; ezekből sokat írt például a Négy évszak című lapba, amely a betiltása előtti utolsó évben tulajdonképpen a Mozgó Világ reinkarnációjaként működött. Sosem titkolta politikai meggyőződését, ezért lehetett ő a Vásárhelyi Miklós hetvenedik születésnapjára három gépiratos példányban kiadott monumentális (három kötetes) intézeti emlékkönyv egyik szerkesztője 1987-ben. 
Említésreméltó azon műve, amelyhez az anyagot még az 1980-as évek elején kezdte gyűjteni zágrábi kiküldetése idején, és ahol például – nem találván más használható példányt – Pázmány Péter Kalauzát retorikai szempontból abból a példányból cédulázta ki, amely annak idején a szerző gyámfiának, Zrínyi Miklósnak a tulajdona volt. Egyetemi doktori értekezését az 1988–1989-es tanévben védte meg, kandidátusi értekezését 1995-ben, majd ő volt a legelső irodalomtörténész, akinek az MTA doktori tanácsa engedélyezte, hogy ne hagyományos értekezést, hanem a Kölcsey kritikai kiadás monumentális I. kötetét nyújtsa be doktori disszertáció gyanánt. Ezáltal mintegy ő érte el, hogy a textológia mint tudományág megkapta azt a hivatalos elismerést, amelyet sokáig hiába próbált meg kivívni. 
Szeptember 14-ről 15-re virradó éjszakán agyvérzést kapott, és hathetes kóma után október 27-én, életének 76. évében elhunyt. Hamvasztás utáni búcsúztatására 2018. december 10-én került sor a Farkasréti temetőben.

## Díjai, elismerései
Textológiai munkásságáért legelőször az Oltványi Ambrus-díjat nyerte el (1996), majd az MTA doktori címet szerezte meg (2004). A továbbiakban a szakma a Tarnai Andor-díjjal tisztelte meg (2011), és ugyanebben az évben kapta meg a Magyar Köztársasági Érdemrend Tisztikeresztjét is.

## Művei
- 1978 – Ne sajnálja a száját kinyitni: társadalmi szokások a nyelvkönyvek tükrében (sajtó alá rendezés, szöveggondozás, utószó)
- 1983 – Petőfi Sándor összes költeményei: 1844. január–augusztus (sajtó alá rendezés Kiss Józseffel és Ratzky Ritával)
- 1988 – Kis magyar retorika: bevezetés az irodalmi retorikába (Szörényi Lászlóval)
- 1990 – Kölcsey Ferenc levelezése: válogatás (sajtó alá rendezés)
- 1997 – Petőfi Sándor összes költeményei: 1844. szeptember – 1845. július (sajtó alá rendezés Kiss Józseffel, Kerényi Ferenccel, Martinkó Andrással, Ratzky Ritával)
- 1998 – Szépprózai művek (Kölcsey Ferenc) (sajtó alá rendezés)
- 1999 – A kézirattól a kiadásig: Kölcsey Ferenc verseinek szöveghagyománya
- 2001 – Versek és versfordítások (Kölcsey Ferenc) (sajtó alá rendezés)
- 2005 – Kölcsey Ferenc Levelezés 1. kötet (1808–1818) (sajtó alá rendezés)
- 2007 – Kölcsey Ferenc Levelezés 2. kötet (1820–1831) (sajtó alá rendezés)
- 2008 – Kölcsey Ferenc összes költeményei; Nemzeti hagyományok; Parainesis (szerkesztés)
- 2009 – Kölcsey Ferenc könyvtára és olvasmányai
- 2011 – Kölcsey Ferenc Levelezés 3. kötet (1832–1833) (sajtó alá rendezés)
- 2015 – Kölcsey Ferenc Levelezés 4. kötet (1834–1836) (sajtó alá rendezés)